# Социјалистичка партија Македоније
Социјалистичка партија Македоније (мкд. Социјалистичка партија на Македонија) је политичка партија у Северној Македонији. Основана је 22. септембра 1990. године као наследница Социјалистичког савеза радног народа Македоније. У свом се програму декларише као левичарска демократско-социјалистичка партија.
Од 1992. до 1998. била је у коалицији са Социјалдемократским савезом Македоније, а од 2006. је у коалицији са ВМРО-ДПМНЕ. Тренутачно заузима 3 посланичка места у Собрању Северне Македоније. Омладинско крило партије зове се Млади социјалисти Македоније.